# اچ‌ام‌اس فیم (۱۸۰۵)
اچ‌ام‌اس فیم (۱۸۰۵) (به انگلیسی: HMS Fame (1805)) یک کشتی بود که طول آن ۱۷۵ فوت (۵۳ متر) بود. این کشتی در سال ۱۸۰۵ ساخته شد.